# Китайская железнодорожная строительная корпорация
Китайская железнодорожная строительная корпорация, также известна как Китайская корпорация железнодорожного строительства, China Railway Construction Corporation (CRCC) — вторая крупнейшая государственная строительная компания в Китае после China Railway Engineering Corporation. В списке крупнейших публичных компаний мира Forbes Global 2000 за 2019 год заняла 200-е место (58-е по выручке, 310-е по чистой прибыли, 240-е по активам и 604-е по рыночной капитализации); из китайских компаний в этом списке заняла 35-е место.

## История
Формирование компании началось в 1948 году в виде подразделения Народно-освободительной армии Китая, в 1982 году оно было переведено в подчинение Министерства железных дорог КНР. В 1990 году министерство свои предприятия по строительству и обслуживанию путей реорганизовала в две компании, China Railway Engineering Corporation и China Railway Construction Corporation, в 2000 году они были выведены из подчинения министерства. В 2003 году к China Railway Construction была присоединена другая государственная строительная компания, China Civil Engineering Construction Corporation.
В марте 2008 года состоялось первичное публичное предложение акций компании на Шанхайской и Гонконгской фондовых биржах. Цены предложения составили 9,8 китайских юаня и 10,7 гонконгских доллара соответственно. Размещение акций принесло $5,4 млрд.

## Собственники и руководство
China Railway Construction Corporation находится под контролем группы China Railway Construction Group, в свою очередь полностью подчинённой Комитету по контролю и управлению государственным имуществом Китая.
Председателем совета директоров компании с июня 2018 года является Чэнь Фэньцзянь, который ранее занимал руководящие посты в другой китайской строительной компании, China Communications Construction. Президент — Чжуан Шанбяо (с декабря 2017 года, в компании с 2005 года).

## Деятельность
Компания занимается строительством железнодорожной инфраструктуры в Китае, тоннелей, мостов, скоростных шоссе, аэропортов, портов и др. На внутренний рынок приходится около 95 % выручки, более половины зарубежных контрактов приходится на страны Африки. Основные подразделения:
- строительство транспортной инфраструктуры (87 % выручки)
- разведка, проектирование и консультации (2,3 % выручки)
- производство оборудования (тоннелепроходческих комплексов, рельсоукладчиков, подъёмных кранов) и материалов (в первую очередь цемента и стальной арматуры, 2,2 % выручки)
- жилая недвижимость (в 2018 году было сдано 6,64 млн кв. м, 5,1 % выручки)
- логистика (склады с общей площадью 1,33 млн кв. м, связанные с ними железнодорожные линии, хранилища для нефтепродуктов, 8,8 % выручки)
- разработка и установка ветрогенераторов[9]

## Проекты
В 2008 году компания получила контракт на строительство железнодорожной линии протяжённостью 352 км, которая проходит с запада на восток Ливии, а также 800-километровой линии от Себхи до Мисурата, по которой будут осуществляться перевозки железной руды.
В 2009 году был заключён контракт на строительство Метрополитена Мекки, в 2010 году открылась его первая линия.
В 2011 году была открыта Пекин-Шанхайская высокоскоростная железная дорога.
В 2011 году было подписано соглашение о строительстве экспресс-линии между столицей Бангладеш и международным аэропортом страны, однако реализация проекта затянулась из-за нехватки финансирования, в 2018 году был открыт первый участок, составляющий 10 % от всей линии.
В июле 2014 года в Турции была открыта высокоскоростная линия, связавшая Анкару со Стамбулом построенная при участии CRCC.
В ноябре 2014 года контракт стоимостью около $12 млрд был заключён с Нигерией, по которому CRCC построит линию длиной 1400 км, которая свяжет столицу Лагос с портом Калабар; на начало 2019 года проект оставался на стадии подготовительных работ.
В декабре 2015 года компания заключила контракт о модернизации железной дороги между столицами Мали и Сенегала стоимостью $1,26 млрд.
В 2017 году Российское подразделение компании (ООО «Си-Ар-Си-Си Рус») подписало контракт на строительство трёх станций Большой кольцевой линии Московского метрополитена — «Аминьевская», «Мичуринский проспект» и «Проспект Вернадского». Станции должны были быть построены к концу 2019 года, однако их открытие произошло 7 декабря 2021 года.
В сентябре 2020 года дочерняя компания China Railway Construction Corporation International подписала контракт на строительство пятого участка национальной автомагистрали «Восток» протяжённостью 107 км.
В 2021 году дочерняя компания «Си-Ар-Си-Си Рус» начала строительство Трансграничной канатно-подвесной дороги через реку Амур между городами Благовещенск (РФ) и Хэйхэ (КНР) с пассажирским терминалом.
|                     | 2004  | 2005  | 2006  | 2007  | 2008  | 2009  | 2010  | 2011  | 2012  | 2013  | 2014  | 2015  | 2016  | 2017  | 2018  |
| ------------------- | ----- | ----- | ----- | ----- | ----- | ----- | ----- | ----- | ----- | ----- | ----- | ----- | ----- | ----- | ----- |
| Оборот              | 86,19 | 110,8 | 153,6 | 172,0 | 219,4 | 355,5 | 470,2 | 457,4 | 484,3 | 586,8 | 593,3 | 600,5 | 629,3 | 681,0 | 730,1 |
| Чистая прибыль      | 0,193 | 0,526 | 1,502 | 2,306 | 3,706 | 6,732 | 4,317 | 7,882 | 8,671 | 10,44 | 12,06 | 13,37 | 14,85 | 16,92 | 19,84 |
| Активы              | 79,64 | 100,3 | 124,5 | 156,9 | 220,1 | 283,0 | 350,3 | 423,0 | 480,7 | 553,0 | 623,6 | 696,1 | 759,3 | 821,9 | 917,7 |
| Собственный капитал | 2,223 | 2,603 | 3,688 | 5,274 | 48,30 | 54,08 | 58,23 | 65,72 | 73,21 | 83,82 | 105,2 | 128,8 | 148,7 | 178,6 | 207,3 |